# Agigea
Agigea is een dorp net buiten de stad Constanța, in het zuidoosten van Roemenië. Het dorp ligt aan de kust van de Zwarte Zee. Bij Agigea mondt de zuidelijke tak van het Donau-Zwarte Zeekanaal uit in de Zwarte Zee. Aan dit kanaal ligt Agigea's haven. 
In de buurt van Agigea ligt een zoutmeer.